# Viola moupinensis
Viola moupinensis Franch. – gatunek roślin z rodziny fiołkowatych (Violaceae). Występuje naturalnie w północno-wschodnich Indiach (w stanie Arunachal Pradesh), Nepalu oraz Chinach (w prowincjach Anhui, Fujian, Gansu, Guangdong, Hubei, Hunan, Jiangsu, Jiangxi, Junnan, Kuejczou, Shaanxi, Syczuan i Zhejiang, a także w regionach autonomicznych Kuangsi i Tybet. 

## Morfologia
PokrójBylina dorastająca do 10–10 cm wysokości, tworzy kłącza i rozłogi.
LiścieBlaszka liściowa ma nieco nerkowaty kształt. Mierzy 2,5–9 cm długości oraz 3–10 cm szerokości, jest ząbkowana na brzegu, ma sercowatą nasadę i spiczasty lub ostry wierzchołek. Ogonek liściowy jest nagi i ma 4–10 cm długości. Przylistki są owalne i osiągają 10–18 mm długości.
KwiatyPojedyncze, wyrastające z kątów pędów. Mają działki kielicha o owalnym lub lancetowatym kształcie. Płatki są podługowato odwrotnie jajowate i mają białą lub purpurową barwę, dolny płatek jest odwrotnie jajowaty, mierzy 15 mm długości, posiada obłą ostrogę.
OwoceTorebki mierzące 15 mm długości, o elipsoidalnym kształcie.

## Biologia i ekologia
Rośnie w lasach, na łąkach, brzegach cieków wodnych, skarpach i terenach skalistych. Występuje na wysokości od 600 do 3600 m n.p.m.